# Bezirksformand
En bezirksformand (tysk: Bezirksvorsteher) er overhovedet i en større bys bezirk og har altså ikke nær så mange beføjelser som en borgmester. Begrebet findes i Tyskland og Østrig.

## Tyskland
I Tyskland eksisterer titlen kun i Preussen.

## Østrig
I Østrig findes bezirksformænd kun i de to storbyer Wien og Graz. I Wien påfalder retten til at besætte bezirksformandsposten det mest stemmestærke parti. Suppleanten stilles også af det pågældende parti, mens anden suppleant tilfalder det i bezirken næststørste parti.